# جوليان تشانغ
جوليان تشانغ (بالصينية: 張智霖) (و. 1971 – م) هو مغني، وممثل، وكاتب غنائي، من جمهورية الصين الشعبية، ولد في هونغ كونغ.

## التعليم
تعلم في Lingnan University ‏.

## وصلات خارجية
- جوليان تشانغ على موقع IMDb (الإنجليزية)
- جوليان تشانغ على موقع ميوزك برينز (الإنجليزية)
- جوليان تشانغ على موقع أول موفي (الإنجليزية)
- جوليان تشانغ على موقع أول ميوزيك (الإنجليزية)
- جوليان تشانغ على موقع قاعدة بيانات الفيلم (الإنجليزية)